# Andrzej Dziubiński (1947–2019)
Andrzej Dziubiński (ur. 16 lutego 1947 w Pińczowie, zm. 19 września 2019 w Kielcach) – polski historyk, pisarz regionalista, nauczyciel historii w Szkole Podstawowej nr 1 w Pińczowie, radny Rady Miejskiej w Pińczowie, społecznik, badacz historii i dziejów Pińczowa, przewodnik PTTK.

## Życiorys
Urodził się w Pińczowie, jako najstarszy z trojga rodzeństwa Janiny i Stanisława Dziubińskich. Tam ukończył szkołę podstawową, a następnie Liceum Ogólnokształcące im. Hugona Kołłątaja. Absolwent historii na Wyższej Szkole Pedagogicznej w Krakowie w 1972 roku. Zatrudniony w Szkole Podstawowej nr 1 w Pińczowie jako nauczyciel historii w latach 1972–2011. W latach 1998–2014 radny Rady Miejskiej w Pińczowie, w latach 2002–2006 Zastępca Przewodniczącego Rady Miejskiej w Pińczowie. W swojej pracy społecznej i samorządowej podejmował działania na rzecz zachowania i ochrony dziedzictwa kulturowego i historycznego Pińczowa.
Autor licznych opracowań o historii i przyrodzie Pińczowa i regionu. Członek Kapituły „Osobowość Roku Gminy Pińczów”. Prelegent „Pińczowskich Spotkań Historycznych”, sesji naukowych wielokrotnie inspirowanych jego pomysłami, organizowanych corocznie przez Miejską i Gminną Bibliotekę Publiczną im. Jana Olrycha Szanieckiego w Pińczowie w rocznicę nadania praw miejskich Pińczowowi.

## Życie prywatne
Mąż Jolanty, ojciec dwóch córek Katarzyny i Anny, dziadek Filipa, Olgi i Michała. Pasjonat muzyki zespołów The Beatles i The Rolling Stones, wielogodzinnych wizyt w Bibliotece Jagiellońskiej oraz książek.

## Odznaczenia
- Brązowy Krzyż Zasługi przyznany w 2002 roku przez Prezydenta Rzeczypospolitej Polskiej[12]
- Medal Komisji Edukacji Narodowej przyznany w 2003 roku za szczególne zasługi dla oświaty i wychowania
- Medal Pamiątkowy zasłużony dla Powiatu Pińczowskiego przyznany w 2010 roku przez Starostę Pińczowskiego
- Odznaka honorowa im. Adolfa Dygasińskiego przyznana w 2006 roku przez Starostę Pińczowskiego
- Złota Odznaka „Zasłużony w pracy PTTK wśród młodzieży” przyznana w 1985 roku przez Polskie Towarzystwo Turystyczno – Krajoznawcze Zarządu Głównego PTTK

## Upamiętnienie
- W 2021 roku imieniem Andrzeja Dziubińskiego nazwano organizowany corocznie Bieg na Grochowiska na pamiątkę bitwy stoczonej w trakcie powstania styczniowego 18 marca 1863 roku[13].
- 26 listopada 2021 roku Rada Miejska w Pińczowie przyjęła uchwałę o nadaniu nazwy ulicy Pińczowa imieniem Andrzeja Dziubińskiego[14][15][16].

## Publikacje
- Przechadzka po Pińczowie i okolicy – Agencja JP, Kielce – Pińczów, wydanie III 2007; wydano staraniem Muzeum Regionalnego w Pińczowie, Urzędu Miejskiego w Pińczowie, Starostwa Powiatowego w Pińczowie, Agencji JP s.c. w Kielcach[11],
- Pińczowskie rozmaitości: Legendy i tradycje, Herby i przysłowia, Nazwy miejscowe, Ciekawostki, Drukarnia PANZET, Kielce – Pińczów 2000; wydana staraniem Muzeum Regionalnego w Pińczowie i Samorządu Pińczowskiego[17],
- Księga Pamiątkowa Liceum Ogólnokształcącego w Pińczowie, wydana z okazji zjazdu wychowanków szkoły dla upamiętnienia 450 – lecia gimnazjum humanistycznego i 300 – lecia kolonii akademickiej Uniwersytetu Krakowskiego 28–30 września 2001 roku, Pińczów „Macrys” 2001
- Żydzi i synagoga Stara w Pińczowie – wydano staraniem Muzeum Regionalnego w Pińczowie, Pińczów „Macrys” 2002,
- Dzieje Szkoły Podstawowej Nr 1 w Pińczowie: wydana dla uświetnienia 70. rocznicy wybudowania jej nowego gmachu i pierwszego w nim roku szkolnego 1931/1932, Pińczów „Macrys” 2002,
- Francuzi w dziejach Pińczowa, Pińczowianie w dziejach Francji, Urząd Miejski w Pińczowie 2003,
- Polska znowu wolna, 90. Rocznica odzyskania niepodległości 11 XI 1918 – 11 XI 2008, Muzeum Regionalne w Pińczowie 2008
- Klasztor OO Franciszkanów – Reformatów w Pińczowie, Towarzystwo Przyjaciół Ponidzia 2009
- Adolf Dygasiński, Człowiek z Ponidzia, Muzeum Regionalne w Pińczowie 2009,
- Spacerownik gminny ilustrowany, Urząd Miejski w Pińczowie 2009
- Sławne i znane postacie w dziejach Pińczowa, Muzeum Regionalne w Pińczowie 2010